# Elgershausen
Elgershausen ist der östlichste Ortsteil der Gemeinde Schauenburg im nordhessischen Landkreis Kassel.

## Geographische Lage
Elgershausen liegt im Naturpark Habichtswald an der Bauna und in der das Tal dieses Flusses nach Südosten begleitenden Hoofer Pforte zwischen dem Hohen Habichtswald im Norden und den Langenbergen im Südsüdwesten. Es erstreckt sich am Südfuß des Hirzstein (502 m ü. NHN) bzw. westlich des Baunsberges (413,4 m ü. NHN) – beide zum Hohen Habichtswald gehörig.
Die Bundesstraße 520 (seit Juli 2010 herabgestuft zur Landesstraße 3215), die östlich der Ortschaft mit der A 44 die Anschlussstelle Kassel-Bad Wilhelmshöhe bildete, führt südlich bzw. östlich am Ort vorbei.
Am südöstlichen Ortsrand von Elgershausen befindet sich der Polder Schefferfeld, das größte Hochwasserrückhaltebecken im Einzugsgebiet der Bauna.

## Geschichte

### Ortsgeschichte
Elgershausen wurde, soweit bekannt, erstmals in einer Urkunde aus dem Jahr 1145 als Edelgershusun erwähnt, 1211 wird der Name Elgershusen genannt. Abgeleitet wurde der Ortsname von einem der Personennamen Elger, Elgar oder Edelgar. Ein Ritter von Elgershausen war Lehnsmann der Schauenburger.
Der Ort entwickelte sich von einem landwirtschaftlich strukturierten Ortskern zu einer Gemeinde mit kleinen und mittleren Handwerks- und Gewerbebetrieben. Die Nähe zum Volkswagenwerk in Baunatal hat wesentlich zum wirtschaftlichen Aufschwung der Ortschaft beigetragen und führte zur Errichtung vieler Wohnhäuser in neuen Wohngebieten.
Zum 1. August 1972 wurden im Zuge der Gebietsreform in Hessen kraft Landesgesetz die bis dahin selbständigen Gemeinden Elgershausen und Hoof zur neuen Gemeinde Schauenburg zusammengeschlossen.  Für alle ehemaligen Gemeinden von Schauenburg wurden je ein Ortsbezirk eingerichtet.

### Verwaltungsgeschichte im Überblick
Die folgende Liste zeigt die Staaten und Verwaltungseinheiten, denen Elgershausen angehört(e):

- 1483: Heiliges Römisches Reich, Landgrafschaft Hessen-Kassel, Gericht des Zwehrentores (später Gericht bzw. Amt Bauna, Schöppenstuhl Großenritte)
- bis 1806: Heiliges Römisches Reich, Landgrafschaft Hessen-Kassel, Niederhessen, Amt Bauna (ab 1804 Amt Wilhelmshöhe)
- ab 1807: Königreich Westphalen, Departement der Fulda, Distrikt Kassel, Kanton Zwehren
- ab 1815: Kurfürstentum Hessen, Niederhessen, Amt Wilhelmshöhe
- ab 1821: Kurfürstentum Hessen, Provinz Niederhessen, Kreis Kassel[6][Anm. 2]
- ab 1848: Kurfürstentum Hessen, Bezirk Kassel
- ab 1851: Kurfürstentum Hessen, Provinz Niederhessen, Kreis Kassel
- ab 1867: Königreich Preußen, Provinz Hessen-Nassau, Regierungsbezirk Kassel, Kreis Kassel
- ab 1871: Deutsches Reich, Königreich Preußen, Provinz Hessen-Nassau, Regierungsbezirk Kassel, Kreis Kassel
- ab 1918: Deutsches Reich, Freistaat Preußen, Provinz Hessen-Nassau, Regierungsbezirk Kassel, Kreis Kassel
- ab 1944: Deutsches Reich, Freistaat Preußen, Provinz Kurhessen, Landkreis Kassel
- ab 1945: Amerikanische Besatzungszone, Groß-Hessen, Regierungsbezirk Kassel, Landkreis Kassel
- ab 1946: Amerikanische Besatzungszone, Hessen, Regierungsbezirk Kassel, Landkreis Kassel
- ab 1949: Bundesrepublik Deutschland, Hessen, Regierungsbezirk Kassel, Landkreis Kassel
- ab 1972: Bundesrepublik Deutschland, Hessen, Regierungsbezirk Kassel, Landkreis Kassel, Gemeinde Schauenburg[Anm. 3]

## Bevölkerung

### Einwohnerstruktur 2011
Nach den Erhebungen des Zensus 2011 lebten am Stichtag dem 9. Mai 2011 in Elgershausen 3957 Einwohner. Darunter waren 108 (2,7 %) Ausländer.
Nach dem Lebensalter waren 495 Einwohner unter 18 Jahren, 1515 zwischen 18 und 49, 852 zwischen 50 und 64 und 423 Einwohner waren älter. Die Einwohner lebten in 1734 Haushalten. Davon waren 591 Singlehaushalte, 489 Paare ohne Kinder und 162 Paare mit Kindern, sowie 126 Alleinerziehende und 30 Wohngemeinschaften. In 432 Haushalten lebten ausschließlich Senioren und in 1113 Haushaltungen lebten keine Senioren.

### Einwohnerentwicklung
| Quelle: Historisches Ortslexikon |                                                                               |
| • 1585:                          | 51 Haushaltungen                                                              |
| • 1747:                          | 97 Haushaltungen (Stadt- und Dorfbuch des Ober- und Niederfürstentums Hessen) |

| Elgershausen: Einwohnerzahlen von 1834 bis 2011 | Elgershausen: Einwohnerzahlen von 1834 bis 2011 | Elgershausen: Einwohnerzahlen von 1834 bis 2011 | Elgershausen: Einwohnerzahlen von 1834 bis 2011 | Elgershausen: Einwohnerzahlen von 1834 bis 2011 |
| --- | ----------------------------------------------- | ----------------------------------------------- | ----------------------------------------------- | ----------------------------------------------- |
| Jahr |                                                 |                                                 |                                                 | Einwohner                                       |
| 1834 | 1834                                            |                                                 | 886                                             | 886                                             |
| 1840 | 1840                                            |                                                 | 955                                             | 955                                             |
| 1846 | 1846                                            |                                                 | 988                                             | 988                                             |
| 1852 | 1852                                            |                                                 | 1.017                                           | 1.017                                           |
| 1858 | 1858                                            |                                                 | 957                                             | 957                                             |
| 1864 | 1864                                            |                                                 | 1.001                                           | 1.001                                           |
| 1871 | 1871                                            |                                                 | 1.022                                           | 1.022                                           |
| 1875 | 1875                                            |                                                 | 1.042                                           | 1.042                                           |
| 1885 | 1885                                            |                                                 | 1.054                                           | 1.054                                           |
| 1895 | 1895                                            |                                                 | 1.218                                           | 1.218                                           |
| 1905 | 1905                                            |                                                 | 1.429                                           | 1.429                                           |
| 1910 | 1910                                            |                                                 | 1.461                                           | 1.461                                           |
| 1925 | 1925                                            |                                                 | 1.652                                           | 1.652                                           |
| 1939 | 1939                                            |                                                 | 1.893                                           | 1.893                                           |
| 1946 | 1946                                            |                                                 | 2.561                                           | 2.561                                           |
| 1950 | 1950                                            |                                                 | 2.658                                           | 2.658                                           |
| 1956 | 1956                                            |                                                 | 2.579                                           | 2.579                                           |
| 1961 | 1961                                            |                                                 | 2.734                                           | 2.734                                           |
| 1967 | 1967                                            |                                                 | 3.149                                           | 3.149                                           |
| 1970 | 1970                                            |                                                 | 3.216                                           | 3.216                                           |
| 1980 | 1980                                            |                                                 | ?                                               | ?                                               |
| 1990 | 1990                                            |                                                 | ?                                               | ?                                               |
| 2000 | 2000                                            |                                                 | ?                                               | ?                                               |
| 2011 | 2011                                            |                                                 | 3.957                                           | 3.957                                           |
| Datenquelle: Historisches Gemeindeverzeichnis für Hessen: Die Bevölkerung der Gemeinden 1834 bis 1967. Wiesbaden: Hessisches Statistisches Landesamt, 1968. Weitere Quellen: ; Zensus 2011 |                                                 |                                                 |                                                 |                                                 |

### Historische Religionszugehörigkeit
| Quelle: Historisches Ortslexikon |                                                      |
| • 1885:                          | 1045 evangelische, 9 katholische Einwohner           |
| • 1961:                          | 2257 evangelische, 350 römisch-katholische Einwohner |

## Kultur und Sehenswürdigkeiten
Die örtliche Kirche mit frühgotischem Turm erhielt 1881 ihr heutiges Kirchenschiff. Wegen maroder Stellen an diesem wurde es 2008 neu ummantelt. Seit 2001 erzeugt das Dach der evangelischen Kirche Strom aus Sonnenenergie.
Zudem gibt es im Ort die katholische Kirche St. Nikolaus.
Der Kettel-Club war einer der frühsten Beat-Clubs in Hessen.

### Sport
Überregional bekannt sind die Ringer aus Elgershausen, die gegenwärtig in der Mitteldeutschen Ringer-Oberliga starten.

## Wirtschaft und Infrastruktur
Im Ort gibt es mit dem Elgerhaus eine Veranstaltungs- und mit der Goldberghalle eine Sporthalle sowie eine Grillhütte.

### Gewerbegebiet „Hilschen“
Seit 2008 gibt es ein neues Gewerbegebiet im Ortsteil „Hilschen“ (im örtlichen Dialekt Bezeichnung für die Gemarkung „Am Hölzchen“). Die Nähe zum Volkswagen-Werk soll besonders Unternehmen der Logistik- und Zulieferindustrie Raum für Neuansiedlungen bieten.

### Bildung
In Elgershausen gibt es eine Grundschule, an der zurzeit zehn Lehrer unterrichten. Der Schulhof verfügt über eine große Spiellandschaft.

### Kitas
Aktuell gibt es drei Kindertagesstätten in Elgershausen – Kita „Pusteblume“, Kita „Kleiner Bär“ sowie Kita „Hirzsteinzwerge“.

### Verkehr
- Der Bahnhof Elgershausen liegt an der Bahnstrecke Kassel–Naumburg, die von Museumszügen des Hessencourrier befahren wird.
- Der Nordhessische Verkehrsverbund (NVV) stellt mit den Buslinien 52, 53, 153, 159 und der AST-Linie 58 den öffentlichen Personennahverkehr sicher.
- Im August 2022 wurde bekannt, dass es neue Reaktivierungspläne gibt, die Straßenbahnlinie 5 von Kassel nach Baunatal-Großenrite bis zum Bahnhof Elgershausen zu verlängern, dies wurde im Lokreport bekannt gegeben.

## Töchter und Söhne des Ortsteils
- Jakob Calmann Linderer (1771–1840), auch Jacob Callman(n) Linderer, Zahnarzt, Pionier der wissenschaftlichen Zahnmedizin[10]
- Kurt Hans Staub (1933–2021), Bibliothekar